# Cascade du Korab
La cascade du Korab ou de Proyfel (en macédonien Корабски водопад et Пројфелски водопад) est une cascade naturelle située dans le massif du mont Korab, le point culminant de la Macédoine du Nord. Ce massif marque la frontière avec l'Albanie et se trouve à l'ouest du pays. La cascade se trouve dans la municipalité de Mavrovo et Rostoucha, très riche en curiosités naturelles et artistiques, comme le monastère Saint-Jean Bigorski ou le lac de Mavrovo. 

## Géographie
La cascade fait partie du cours de la Dlaboka, une petite rivière de montagne qui dépend du bassin du Vardar. Le débit de la cascade est très variable, puisqu'elle est alimentée par la fonte des neiges du pic Kepi Bard au printemps. Lors d'étés très secs, elle peut même parfois disparaître. La hauteur de la cascade est estimée entre 100 et 138 mètres selon les points de mesure. Son sommet se trouve à environ 2 120 mètres d'altitude et son point le plus bas à environ 1 990 mètres, ce qui en fait la plus haute cascade des Balkans.
La cascade est accessible depuis les villages de Bibay, Nistrovo et Joujnyé, tous situés à plusieurs kilomètres en contrebas, dans la vallée de la Dlaboka.